# Панта Джамбазоски
Панта Джамбазоски (на македонска литературна норма: Панта Џамбазоски) е музикант и журналист от Република Северна Македония. 

## Биография
Панта Джамбазоски е роден на 9 октомври 1960 година в Скопие, СФР Югославия. Като барабанист участва в групите „Мизар“, „Берлин гори“ и към 1988 година – в „Архангел“. По-късно започва да се занимава с журналистика, като работи в списание „Млад борец“, телевизия „Телма“, вестник „Нова Македония“ и други.